# Eduard Pernkopf
Eduard Pernkopf, né le 24 novembre 1888 à Rappottenstein et mort le 17 avril 1955 à Vienne, est un professeur autrichien d'anatomie qui, plus tard, a été recteur de l'Université de Vienne. 
Il est surtout connu pour ses sept volumes d'un atlas anatomique, Topographische Anatomie des Menschen ( Atlas d'anatomie humaine; souvent familièrement connu sous le nom de Pernkopf). Cet ouvrage a été préparé par Pernkopf et quatre artistes sur une période de 20 ans. Alors qu'il est considéré comme un chef-d'œuvre scientifique et artistique, et que nombre de ses planches en couleurs sont reproduites dans d'autres publications et manuels scolaires, cet ouvrage est depuis la fin des années 1990 au cœur d'un débat éthique. En effet, Pernkopf et les artistes travaillant pour lui, tous ardents Nazis, auraient utilisé des détenus des camps de concentration ou des prisonniers politiques pour leurs travaux.

## Biographie

### Jeunesse
Pernkopf est né en 1888 en Basse-Autriche, dans le village de Rappottenstein, près de la frontière avec la Bavière. Le plus jeune de trois fils, il envisagea une carrière musicale avant de se tourner vers la médecine à la suite du décès de son père en 1903, lui-même médecin.
Il a commencé ses études à l'Université de Vienne en 1907. Durant ses études, il a intégré un groupe d'étudiants fortement influencé par le nationalisme allemand. Comme étudiant, il a travaillé sous la tutelle de Ferdinand Hochstetter, directeur de l'université de l'anatomie de l'institut. Hochstetter devient son mentor et l'une de ses plus fortes influences. En 1912, il a obtenu son diplôme de médecin.
Au cours des huit années suivantes, il enseigne l'anatomie dans diverses universités autrichiennes. Pendant la Première Guerre mondiale, il sert comme médecin militaire durant une année. En 1920, il retourne à Vienne pour y travailler en tant que l'un des assistants de Hochstetter, tout en assurant les cours sur les systèmes périphériques nerveux et cardiovasculaire.

### Début de carrière et activité politique
De retour à Vienne en 1926 il devient professeur associé, puis 2 ans plus tard professeur.
En 1933, il succède à Hochstetter en tant que directeur de l'institut anatomique. Cette année sera celle de son adhésion au parti Nazi et, l'année suivante, il rejoint les SA.
Au moment de l'Anschluss, il devient doyen de la faculté de médecine. Il profite alors d'un environnement favorable à la mise en pratique de ses idéaux nazis. Il demandera aux membres de son université de se déclarer aryen ou non-aryen et de prêter allégeance à Hitler. Au cours de cette purge, 77 % des membres de l'université la quittèrent, ce qui inclut tout le personnel juif ainsi que 3 prix Nobel.
Quatre jours après être devenu doyen, il livre dans un discours sa pensée. Il encourage ses collègues à favoriser les personnes à la constitution solide, en cohérence avec les théories de l'hygiène raciale. Il ajoute que « l'exclusion de ceux qui sont racialement inférieurs doit s'envisager par la stérilisation ou d'autres moyens ». Son discours s'achève par un hommage appuyé à Hitler.

## Atlas anatomique

### Origines
Dans un premier temps, l'Atlas est né des notes informelles que prenait E. Pernkopf pendant qu'il était l'assistant de Hochstetter. Ces notes furent approfondies et gagnèrent en popularité auprès du corps professoral et de la communauté médicale autrichienne.
Devenu professeur, il signa un contrat visant à développer ce manuel pour en faire un ouvrage publiable, en 3 volumes.

### Réalisation
Le travail de rédaction commença en 1933. Les journées de Pernkopf s'organisaient alors autour de la dissection de cadavres, de ses cours et de ses formalités administratives. Pendant ce temps, des artistes réalisaient les illustrations et sa femme transformait les notes de son mari en notices d'accompagnement dactylographiées.
À l'origine, quatre artistes travaillent avec Pernkopf : Ludwig Schrott, Erich Lepier, Karl Endtresser et Franz Batke. Il encourageait ses artistes à peindre avec le plus grand détail et réalisme possible ; la seule entorse à ce principe étant l'usage de couleurs plus vives qu'en réalité, pour favoriser la mémorisation.

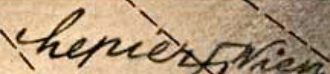
Signature de Lepier incluant la Swatiska

Comme Pernkopf, ces quatre artistes étaient membre du parti nazi. Leur engagement transparaît dans les pages de l'Atlas qui contiennent différents symboles nazis. Lepier inclut une swatiska dans sa signature et Endtresser transforme les 2 s de son nom avec l'insigne de la SS.

Double Sieg Rune, emblème officiel de la SS.

Le premier volume est publié en 1937, en 2 tomes, tout comme pour le 2e en 1941. Cette année-là, la guerre mobilisera les 4 artistes et mettra en pause le projet.

### Fin de carrière et de vie
En 1943 la carrière d'Edouard Pernkopf atteint son apogée, il est nommé recteur de l'Université de Vienne.
La fin de la Seconde Guerre mondiale en 1945, avec la capitulation de l'Allemagne et donc de fait de l'Autriche, va bouleverser sa carrière. 2 jours après la capitulation, il est démis de ses fonctions à l'institut anatomique. Craignant des répercussions légales ou politiques à la suite de son engagement auprès du nazisme, il fuit à Strobl (dans l'état de Salzbourg), évoquant des vacances. Arrêté par la police militaire américaine en août 1945, il perd toutes ses fonctions universitaires en mai 1946.
Il est détenu au camp allié de prisonniers de guerre à Glasenbach durant 3 ans. Bien qu'accusé d'aucun crime, il a dû prendre part aux travaux forcés du camp au cours de sa détention. Cette expérience le fatiguera et, de retour à Vienne, il désira reprendre son travail sur l'Atlas.
L'institut anatomique détruit durant la guerre, Pernkopf fut hébergé par un médecin juif, Hans Hoff, qu'il avait expulsé en 1938. Pernkopf retrouva ses artistes, certains étant passés par des camps de détention, et se remit au travail dans les deux pièces mises à sa disposition.
Avec le temps, deux autres artistes rejoignirent le projet : Wilhelm Dietz se chargea des planches du cou et du pharynx et Elfie von Siever des muscles faciaux. Le 3e volume de l'Atlas, dédié à la tête et au cou, est publié en 1952.
Au moment de son décès, Pernkopf œuvrait sur le 4e volume, qui fut achevé par deux de ses collègues, Alexander Pickler et Werner Platzer en 1960.

## Atlas: un outil controversé toujours en usage
À partir de 1996, l'Atlas se retrouva au cœur d'un débat éthique. Le Dr Howard Israël de l'Université de Columbia révéla que les corps utilisés pour l'Atlas pouvaient avoir été ceux de prisonniers politiques.
En se plongeant dans de vieilles éditions de l'Atlas, le Dr Israël constata la présence de nombreux symboles nazis dans les illustrations.
À l'issue d'une enquête de l'université de Vienne en 1997, à la demande du Dr Israël en particulier, il apparaît que pas moins de 1 377 corps de prisonniers politiques furent utilisés, pour au moins 800 illustrations, mais le centre Simon-Wiesenthal estime qu'aucun des corps utilisés est celui de juifs autrichiens.
Depuis, un débat existe pour savoir s'il est éthique ou non d'utiliser le fruit de travaux médicaux nazis,. Pour ceux qui s'opposent à son utilisation, on met en avant le fait que des alternatives satisfaisantes existent comme le Visible Human Project. De ce fait, utiliser l'Atlas reviendrait à être complice des crimes commis. Pour d'autres l'Atlas, comme outil, doit être distingué de ses concepteurs, d'autant plus qu'il reste toujours extrêmement précis, en particulier pour la structure neuro-vasculaire, comme l'estime le Dr Sabine Hildebrandt.